# José Calviño Domínguez
José Calviño Domínguez (nacido en Lores, Meaño) fue un abogado, periodista político y periodista español.

## Biografía
Hijo del médico Claudio Calviño Cobas. Cursó la carrera de Derecho en la Universidad de Santiago de Compostela por la que obtuvo el título de Licenciado en 1913.
Fue nombrado juez municipal de Meaño para el período 1918-1922, pero renunció al cargo y se estableció en La Coruña como procurador en 1918.
Como periodista, a partir de 1918, colaboró en los periódicos Vida Gallega, El Ideal Gallego y El Pueblo Gallego, del que fue corresponsal en La Coruña, y también en la revista Vida.
En 1923 se casó con Dolores Iglesias Babé.
Murió en Madrid el 23 de enero de 1947 y fue enterrado en Lores (Meaño).

## Trayectoria política
En 1920 se presentó como republicano a las elecciones municipales de La Coruña, pero no resultó elegido. 
De 1922 a 1924 fue militante de la Irmandade Nacionalista Galega (ING), sección de Casares Quiroga y de las Irmandades da Fala de La Coruña de 1926 a 1931. 
En 1929 participó junto a Casares Quiroga, líder de la organización, en la creación de la Organización Gallega Republicana Gallega Autónoma (ORGA). Un año después con el objetivo de unir a todo el republicanismo gallego bajo unas únicas siglas, se realizó el Pacto de Lestrove, en el que intervino José Calviño, y cuyo resultado fue la creación de la Federación Republicana Gallega (FRG), de la que José Calviño formó parte de su Comité Ejecutivo.
Con la proclamación de la II República, y de la mano de Casares Quiroga, ocupó los siguientes cargos:
- Director general de Administración Local en 1931.
- Gobernador civil de Lugo. (abril 1931 - agosto 1931)
- Gobernador civil de Pontevedra. (agosto 1931-octubre 1931)[5]
- Gobernador civil de Vizcaya. (octubre 1931-septiembre 1932),[6] simultaneado con el cargo de Delegado especial con jurisdicción en las provincias Vascongadas y Navarra.[7]
- Director general de Administración. (septiembre 1932-mayo 1933)[8]
- Director general de Beneficencia. (mayo 1933- septiembre 1933)[9]

En 1933, fue candidato de la ORGA por Lugo, sin resultar elegido diputado.
Integrado en Izquierda Republicana, fue elegido diputado del Frente Popular por la provincia de La Coruña en las elecciones generales de 1936. 
Al inicio de la guerra civil se vio obligado a escapar de Galicia junto con su hermano, y se exilió en Francia. Para entonces estaba muy enfrentado a Casares Quiroga, pero seguía siendo un republicano convencido.
Tras la ocupación alemana de Francia, en 1940, fue detenido en Biarritz por la Gestapo al confundirlo con el socialista José Calviño Ozores.